# 타우파아하우 투포우 4세
타우파아하우 투포우 4세(Tāufa'āhau Tupou IV, 1918년 7월 4일 - 2006년 9월 10일)는 통가의 제4대 국왕으로, 전 총리이다. 그는 1965년 12월 13일부터 2006년 9월 1일까지 통가의 제4대 국왕으로 재위했다.

## 생애

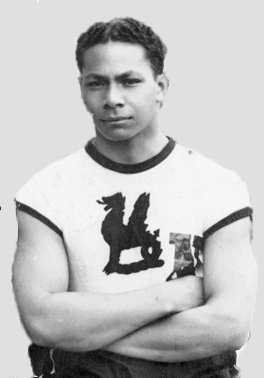
젊은 시절의 투포우 4세

그는 1918년 통가 누쿠알로파에서 여왕 살로테 투포우 3세와 부군 빌라미 퉁기 마닐레피의 아들로 태어났다. 그는 오스트레일리아에서 법학을 공부했으며, 1943년 교육부 장관, 1944년 보건부 장관 등을 지냈으며, 1949년 12월 12일에 통가의 총리로 임명되었다. 1965년 12월 13일에 어머니 살로테 투포우 3세의 선위로써 통가의 왕위를 물려받았으며, 1970년 6월 4일에 영국에게서 통가 군주국 법적 독립 선언 체제 승인을 받아 내었고 2006년 9월 1일까지 약 40여년 동안 통가를 통치했다.
2006년 9월 1일, 장남 투포우 태자에게 선위하고 퇴위 후 9월 10일 88세의 나이로 사망하였다. 사망 당시 그는 뉴질랜드에서 신병 치료를 받고 있었다.